# Louis Diodet
Louis Julien Augustin Diodet (Constantine, 13 juin 1867 - Paris, 22 décembre 1946) est un compositeur, chansonnier et éditeur de musique français.

## Biographie
On lui doit les musiques de près de deux cents chansons de la fin du XIXe et du début du XXe siècle, sur des paroles, entre autres, de lui-même, de René Sarvil, Eugène Héros, Xavier Privas ou Georges Guibourg... ainsi que, des polkas, des valses et des marches pour piano ou orchestre.
Il était par ailleurs éditeur de partitions sous la raison social Digoudé-Diodet installée au 39 rue du Faubourg-Saint-Martin à Paris et publia les œuvres de nombreux chansonniers et poètes tels Octave Crémieux, Jean Rodor, Henri Christiné ou Vincent Scotto. L'entreprise arrêta ses activités après la mort le 29 janvier 1961 de Désiré Digoudé-Diodet dit Diodet (né le 8 août 1902) fils de Louis, devenu Imprésario et collaborateur de l'agence Audiffred . Diodet fils participe à de nombreuses tournées pour Henri Garat, Tino Rossi et Maurice Chevalier. En 1949 il travaille avec Roger Audiffred sur les spectacles du Radio Circus et du Radio Théâtre.